# فيرينتس شاش
فيرينتس شاش (بالمجرية: Sas Ferenc)‏ (مواليد 16 أغسطس 1915) هو لاعب كرة قدم. يلعب مع منتخب المجر لكرة القدم. سبق له أن لعب في كأس العالم لكرة القدم مع منتخب بلاده.

## روابط خارجية
- فيرينتس شاش على موقع الاتحاد الدولي (مؤرشف)  (الإنجليزية)
- فيرينتس شاش على موقع قاعدة بيانات كرة القدم.إي يو (الإنجليزية)
- فيرينتس شاش على موقع ناشيونال فوتبول تيمز (الإنجليزية)